# Anyphaenoides katiae
Anyphaenoides katiae là một loài nhện trong họ Anyphaenidae.
Loài này thuộc chi Anyphaenoides. Anyphaenoides katiae được Léon Baert miêu tả năm 1995.